# ليلي تشوكجيان
ليلي تشوكاجيان (بالإنجليزية: Lili Chookasian)‏ ولدت (1 أغسطس 1921 - 9 أبريل 2012) هي أمريكية ظهرت في العديد من الأوركسترا السيمفونية الكبرى ودور الأوبرا. بدأت حياتها المهنية في الأربعينيات كمغنية موسيقية ولكن لم تجتذب شهرة واسعة حتى بدأت الغناء الأوبرالي في أواخر الثلاثينيات من عمرها. كانت إحدى الكونترالتو المتميزين في العالم خلال الفترة 1960 و 1970، لها العديد من المشاركات المتميزة في أوبرا متروبوليتان في مدينة نيويورك من 1962 حتى عام 1986.